# Carl Dahlén
Carl Dahlén, född 1770, död 1851, var en svensk balettdansare aktiv på först på Operan i Stockholm och sedan på Det Kongelige teater i Köpenhamn i Danmark. Han var en av de första professionella infödda manliga yrkesdansarna i Sverige.

## Biografi
Dahlén anställdes som dansare i Kungliga Baletten vid Operan i Stockholm, var figurant år 1785, koryfé 1789 och premiärdansare 1791. Han medverkade bl.a. i pantomimbaletten  Det dubbla giftermålet av Jean-Rémy Marcadet mot Margaretha Christina Hallongren, Hedvig Katarina Hjortsberg, Joseph Saint-Fauraux Raimond och Carlo Caspare Simone Uttini säsongen 1790–1791.
Han berömdes för både sin skicklighet som dansare och för sin skönhet och grace, uppmärksammades av Gustav III och ansågs mycket lovande. Men samma år han utnämndes till premiärdansare (1791) råkade han i ett våldsamt gräl med en kunglig kammarherre; hovmannen hade kommit för att meddela honom att han skulle få ett höjt gage av kungen, och inflikade i samband med det en pik som fick Dahlen att ge honom en örfil. Han lämnade sedan Sverige i fruktan för hovmannens hämnd.
Han blev sedan anställd i baletten vid Operateatern i Köpenhamn, där han debuterade 25 oktober 1791 och tillbringade resten av sin karriär fram till sin pension 1823. Han komponerade en egen balett, Armida, som uppfördes flera gånger åren 1821–1822. Han gifte sig med den danska skådespelaren och sångerskan Johanna Elisabeth Morthorst, som 1784–1827 ofta uppträdde i sångstycken på teatern.